# الوكالات البريدية البريطانية في شرق شبه الجزيرة العربية

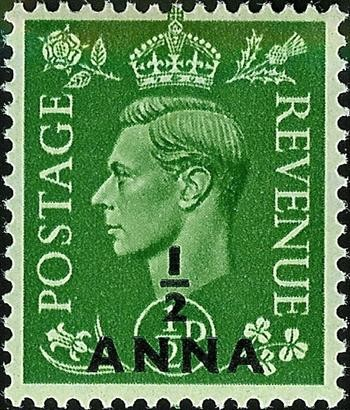

أصدرت الوكالة البريدية البريطانية في شرق شبه الجزيرة العربية في وقت مبكر الطوابع البريدية المستخدمة في كل من أبوظبي والبحرين ودبي والكويت ومسقط وقطر. اعتمد مسقط ودبي على إدارة البريد الهندية حتى 1 أبريل 1948 عندما تم تقسيم الهند حيث أنشئت الوكالات البريطانية هناك. تم افتتاح وكالتين في قطر: في الدوحة (أغسطس 1950) ومسيعيد (فبراير 1956). في أبوظبي افتتحت وكالة في جزيرة داس في ديسمبر 1960 وفي مدينة أبوظبي في 30 مارس 1963. زودت الوكالات أيضا طوابع للبحرين حتى عام 1960 وإلى الكويت عندما كانوا يعانون من نقص طوابع البريد خلال 1951 و1953.
أصدرت وكالة في دبي طوابع إمارات الساحل المتصالح يوم 7 يناير 1961. عندما قامت كل دولة بافتتاح إدارة البريد الخاصة بها أغلقت مكاتب الوكالة البريدية البريطانية. كانت مواعيد الإغلاق: قطر يوم 23 مايو 1963؛ دبي في 14 يونيو 1963؛ أبوظبي في 29 مارس 1964؛ ومسقط في 29 أبريل 1966.

## مسقط
كان أول مكتب بريد فتح في المنطقة في مسقط بتاريخ 1 مايو 1864. كان هذا في الأصل تحت دائرة بومباي ولكن تم نقله إلى دائرة السند (كراتشي) في أبريل 1869 ومن ثم العودة إلى بومباي في عام 1879. فقط مكتب واحد كان موجود حتى عام 1970. بعد تقسيم الهند أدارت لفترة وجيزة باكستان ومن ثم بريطانيا. بعد أن أغلقت الوكالة البريطانية تولت سلطنة مسقط وعمان إدارة المكتب البريدي من 30 أبريل 1966. استخدمت مسقط الطوابع الهندية من 1 مايو 1864 حتى 19 ديسمبر 1947. استخدمت طوابع من باكستان من 20 ديسمبر 1947 حتى 31 مارس 1948 وطوابع الوكالة البريطانية من 1 أبريل 1948 حتى 29 أبريل 1966.
كانت أول طوابع محددة لمسقط كانت إصدار هندي مطبوع عليها تاريخ 20 نوفمبر 1944 وهي بمناسبة إحياء ذكرى تولي سلالة آل بوسعيد الحكم. صدرت طوابع تتكون من خمس عشر قيمة من ثلاثة بيسات إلى روبيتين في الفترة من 1940 إلى 1943 تحمل صورة جورج السادس موشحة بكتابة عربية (البوسعيد 1363). كانت أول طوابع بريطانية تتكون من تسعة قيم وتحمل صورة جورج السادس وتحمل رسوم إضافية تتراوح بين آنة واحدة إلى روبيتين. سجلت شركة جيبونز اثني عشر اصدارا مختلفا من الطوابع البريطانية المدموغة في مسقط مع أعداد متفاوتة من القيم. كانت هذه الاصدارات في الغالب تشمل الاحتفالات العالمية مثل الاتحاد البريدي العالمي عام 1949 والمخيم الكشفى العالمى عام 1957.

## البحرين
تم افتتاح فرع لمكتب بريد بوشهر في المنامة يوم 1 أغسطس 1884 تحت الإدارة الهندية. استخدمت الطوابع الهندية من 10 أغسطس 1933 ومطبوع عليها اسم البحرين. من 1 أبريل 1948 تم التعامل مع إدارة البريد من قبل الوكالة البريطانية حتى كانت الخدمة البريدية البحرينية قادرة على تولي زمام الأمور في 1 يناير 1966. كانت الطوابع بريطانية مع الطباعة الفوقية ونظير تكلفة إضافية بآنات أو روبيات هي المستخدمة حتى صدرت طوابع محددة للبحرين في 1 يوليو 1960.

## الكويت
تم افتتاح مكتب للبريد تحت الإدارة الهندية في 21 يناير 1915 بعد أن تم اقتراح في وقت مبكر من عام 1904. كانت المكتب يدار من العراق حتى أبريل 1941 ثم من قبل الأجهزة الهندية والباكستانية حتى تولت الوكالة البريطانية الإدارة في 1 أبريل 1948. تولت السلطات الكويتية الإدارة اعتبارا من 31 يناير 1959. استخدمت الطوابع الهندية حتى عام 1923 عندما تم طباعة اسم الكويت. من مايو 1941 حتى عام 1945 كانت الطوابع الهندية دون الطباعة الفوقية مرة أخرى هي المستخدمة. أصدرت الطوابع البريطانية الأولى في 1 أبريل 1948 ومطبوع عليها صورة جورج السادس مع اسم الكويت وقيمتها بالآنات أو الروبيات. صدرت طوابع خاصة للكويت في 1 فبراير 1959.

## قطر
دخلت طوابع مسقط إلى قطر في مايو 1950 عندما افتتح مكتب بريد الدوحة تحت الإدارة البريطانية. حتى ذلك الحين كانت الكميات الصغيرة من البريد تذهب من خلال مكتب بريد البحرين باستخدام طوابع البحرين. فتحت مكاتب إضافية في مسيعيد يوم 1 فبراير 1956 وفي دخان في 3 يناير 1960. استمرت طوابع مسقط حتى عام 1957 عندما تم طباعة الطوابع البريطانية عليها اسم قطر. صدرت أول طوابع محددة لقطر في 2 سبتمبر 1961 مع خمسة أنواع تتراوح بين خمسة إلى عشرة روبيات. تولت هيئة بريد قطر السيطرة الكاملة على الخدمة يوم 23 مايو 1963.

## دبي
تم بيع الطوابع الصادرة في مسقط في دبي حتى 6 يناير 1961. إماراتان من الإمارات المتصالحة كانت لديهم طوابع بأحد عشر قيمة وأصدرت اعتبارا من 7 يناير 1961 حتي 14 يونيو 1963 وكانت متوفرة في دبي فقط. كانت في دبي مكتب بريد واحد هندي الأصل ولكن كان تحت دائرة السند وافتتح في 19 أغسطس 1909 وحتى عام 1947 وكانت الطوابع الهندية هي المستخدمة وتتميز بختم الإلغاء (دبي الخليج الفارسي دبي). ظلت الطوابع الباكستانية مستخدمة حتى 31 مارس 1948 وبعد ذلك الطوابع البريطانية في مسقط. تولت دبي السيطرة على الخدمة البريدية في يونيو 1963 عندما أغلقت الوكالة البريطانية وبدأت إصدار الطوابع الخاصة بها في نفس العام.

## أبو ظبي
افتتح وكالة مكتب البريد البريطاني في أبوظبي في 30 مارس 1963 وكانت الخدمة البريدية في السابق تدار عن طريق مكتب في البحرين. فتح مكتب ثان في جزيرة داس في 6 يناير 1966. أدخلت الطوابع البريطانية المستخدمة في مسقط إلى أبوظبي وجزيرة داس في ديسمبر 1960. أصدرت طوابع محددة لأبو ظبي يوم 30 مارس 1964 وبدأت الخدمة البريدية تدار محليا في 1 يناير 1967.